# Fellype Gabriel
Fellype Gabriel de Melo e Silva, mais conhecido como Fellype Gabriel (Rio de Janeiro, 6 de dezembro de 1985), é um ex-futebolista brasileiro que atuava como meia.

## Carreira

### Futebol de várzea
Começou sua carreira jogando futebol nas ruas do bairro de Bonsucesso, no Rio de Janeiro. Um dos momentos mais lembrados dessa época de sua carreira aconteceu quando foi convocado para participar da equipe Bonsucesso num time contra Roma/Nova-Iorque X Bonsucesso, que aconteceu no antigo Konica Arena, na Avenida Nova Iorque. Nesse jogo, aos 25 segundos do primeiro tempo, após dar forte tronco no jogador Filipinho, o grande volante da equipe Nova-Iorque, Paulo Jacques (também conhecido como Paulinho) o jogou dentro de uma poça d´água, encerrando sua participação naquele jogo, enquanto comentava "Não preciso disso aqui, eu sou federado"

### Flamengo
Fellype Gabriel começou sua carreira nas categorias de base do Flamengo, em 2004.
No ano seguinte já era jogador da equipe profissional do clube carioca, quando foi chamado para a Seleção Brasileira Sub-20 que disputaria o mundial da categoria.

### Cruzeiro
Em 2007, foi emprestado ao Cruzeiro, onde não teve sucesso.

### Nacional
Posteriormente, foi emprestado ao Nacional de Portugal por uma temporada.

### Portuguesa
No ano seguinte, voltou ao Brasil, para defender a Portuguesa.
Em 2009, foi afastado do elenco a seu próprio pedido. Segundo o então técnico do time, Mário Sérgio, o jogador estava insatisfeito com a reserva.

### Kashima Antlers
Com o destaque que teve no clube paulistano, foi contratado pelo Kashima Antlers, do Japão.

### Botafogo
No Japão, foi comandado por Oswaldo de Oliveira, que solicitou sua contratação quando assumiu o comando do Botafogo. No clube carioca, teve boa passagem. Deixou o clube em junho de 2013, com 71 jogos e 15 gols marcados.

### Al Sharjah
O seu bom desempenho chamou atenção do Oriente Médio. Fellype Gabriel foi vendido ao Al Sharjah, dos Emirados Árabes Unidos, e rendeu pouco mais R$ 3 milhões ao clube carioca.

### Palmeiras
Em abril de 2015, ele rescindiu o contrato com o Al Sharjah e, em maio, assinou com o Palmeiras. Chegou lesionado ao clube e viveu uma sequência de lesões. Vestiu a camisa alviverde pela primeira e única vez, entrando no segundo tempo do jogo contra o Vasco pelo returno do Campeonato Brasileiro, quando recuperava-se de uma contusão no joelho. Depois, sofreu uma lesão no tornozelo e passou também por um problema lombar.
Em fevereiro de 2016, foi submetido a uma artroscopia no joelho. Com muitos problemas físicos, Fellype Gabriel teve seu contrato rescindido em abril de 2016. No total, teve apenas 20 minutos em campo como jogador do Palmeiras.
Vasco
No dia 20 de maio de 2016 foi apresentado como novo reforço do Vasco da Gama, assinando contrato até o fim da temporada, com opção de estender vínculo até 2017. Estreou pelo clube no dia 27 de agosto contra o Tupi, pela Série B do Campeonato Brasileiro.

### Boavista
O jogador foi anunciado pelo Boavista em dezembro de 2016.
Em 2017, sofreu com as lesões, mas conseguiu disputar algumas partidas pelo clube no Campeonato Carioca e na Copa Rio - competição que o time de Saquarema sagrou-se campeão.

### Aposentadoria
Em agosto de 2020, anunciou sua aposentadoria por meio de uma postagem no Instagram.

## Seleção Brasileira
Fellype Gabriel teve diversas passagens pelas seleções brasileiras de base. Disputou a Copa do Mundo FIFA Sub-20 de 2005, na Holanda, onde a seleção brasileira ficou com o terceiro lugar.
Em 2012 ele foi convocado pelo técnico Mano Menezes para a disputa do Superclássico das Américas, contra a Argentina, no qual o Brasil foi campeão.

## Estatísticas
Até 27 de setembro de 2017.

### Clubes
| Clube             | Temporada         | Campeonato nacional | Campeonato nacional | Campeonato nacional | Copa nacional[a] | Copa nacional[a] | Copa nacional[a] | Competições continentais[b] | Competições continentais[b] | Competições continentais[b] | Outros torneios[c] | Outros torneios[c] | Outros torneios[c] | Total | Total | Total   |
| Clube             | Temporada         | Jogos               | Gols                | Assist.             | Jogos            | Gols             | Assist.          | Jogos                       | Gols                        | Assist.                     | Jogos              | Gols               | Assist.            | Jogos | Gols  | Assist. |
| ----------------- | ----------------- | ------------------- | ------------------- | ------------------- | ---------------- | ---------------- | ---------------- | --------------------------- | --------------------------- | --------------------------- | ------------------ | ------------------ | ------------------ | ----- | ----- | ------- |
| Flamengo          | 2005              | 30                  | 2                   | 0                   | 3                | 1                | 0                | —                           | —                           | —                           | 10                 | 1                  | 0                  | 43    | 4     | 0       |
| Flamengo          | 2006              | 6                   | 1                   | 0                   | 3                | 0                | 0                | —                           | —                           | —                           | 11                 | 1                  | 0                  | 20    | 2     | 0       |
| Flamengo          | Total             | 36                  | 3                   | 0                   | 6                | 1                | 0                | 0                           | 0                           | 0                           | 21                 | 2                  | 0                  | 63    | 6     | 0       |
| Cruzeiro          | 2007              | 2                   | 0                   | 0                   | —                | —                | —                | —                           | —                           | —                           | 10                 | 0                  | 0                  | 12    | 0     | 0       |
| Cruzeiro          | Total             | 2                   | 0                   | 0                   | 0                | 0                | 0                | 0                           | 0                           | 0                           | 10                 | 0                  | 0                  | 12    | 0     | 0       |
| Al Sharjah        | 2007–08           | 14                  | 2                   | 2                   | —                | —                | —                | —                           | —                           | —                           | —                  | —                  | —                  | 14    | 2     | 2       |
| Al Sharjah        | Total             | 14                  | 2                   | 2                   | 0                | 0                | 0                | 0                           | 0                           | 0                           | 0                  | 0                  | 0                  | 14    | 2     | 2       |
| Portuguesa        | 2008              | 20                  | 3                   | 4                   | —                | —                | —                | —                           | —                           | —                           | —                  | —                  | —                  | 20    | 3     | 4       |
| Portuguesa        | 2009              | 31                  | 9                   | 0                   | —                | —                | —                | —                           | —                           | —                           | 17                 | 2                  | 0                  | 48    | 11    | 0       |
| Portuguesa        | Total             | 51                  | 12                  | 4                   | 0                | 0                | 0                | 0                           | 0                           | 0                           | 17                 | 2                  | 0                  | 68    | 14    | 4       |
| Kashima Antlers   | 2010              | 31                  | 2                   | 3                   | 4                | 1                | 0                | 4                           | 0                           | 0                           | 1                  | 0                  | 0                  | 40    | 3     | 3       |
| Kashima Antlers   | 2011              | 16                  | 2                   | 2                   | 2                | 0                | 0                | 7                           | 1                           | 0                           | 1                  | 0                  | 0                  | 26    | 3     | 2       |
| Kashima Antlers   | Total             | 47                  | 4                   | 5                   | 6                | 1                | 0                | 11                          | 1                           | 0                           | 2                  | 0                  | 0                  | 66    | 6     | 5       |
| Botafogo          | 2012              | 32                  | 3                   | 6                   | 3                | 0                | 0                | 1                           | 0                           | 0                           | 11                 | 5                  | 0                  | 47    | 8     | 6       |
| Botafogo          | 2013              | 4                   | 1                   | 1                   | 3                | 1                | 0                | —                           | —                           | —                           | 17                 | 5                  | 2                  | 24    | 7     | 3       |
| Botafogo          | Total             | 36                  | 4                   | 7                   | 6                | 1                | 0                | 1                           | 0                           | 0                           | 28                 | 10                 | 2                  | 71    | 15    | 9       |
| Al Sharjah        | 2013–14           | 23                  | 5                   | 0                   | 6                | 0                | 0                | —                           | —                           | —                           | —                  | —                  | —                  | 29    | 7     | 0       |
| Al Sharjah        | Total             | 23                  | 5                   | 0                   | 6                | 0                | 0                | 0                           | 0                           | 0                           | 0                  | 0                  | 0                  | 29    | 7     | 0       |
| Palmeiras         | 2015              | 1                   | 0                   | 0                   | 0                | 0                | 0                | —                           | —                           | —                           | —                  | —                  | —                  | 1     | 0     | 0       |
| Palmeiras         | Total             | 1                   | 0                   | 0                   | 0                | 0                | 0                | 0                           | 0                           | 0                           | 0                  | 0                  | 0                  | 1     | 0     | 0       |
| Vasco da Gama     | 2016              | 4                   | 0                   | 0                   | 0                | 0                | 0                | —                           | —                           | —                           | —                  | —                  | —                  | 4     | 0     | 0       |
| Vasco da Gama     | Total             | 4                   | 0                   | 0                   | 0                | 0                | 0                | 0                           | 0                           | 0                           | 0                  | 0                  | 0                  | 4     | 0     | 0       |
| Boavista-RJ       | 2017              | —                   | —                   | —                   | 2                | 0                | 0                | —                           | —                           | —                           | 12                 | 0                  | 0                  | 14    | 0     | 0       |
| Boavista-RJ       | Total             | 0                   | 0                   | 0                   | 2                | 0                | 0                | 0                           | 0                           | 0                           | 12                 | 0                  | 0                  | 14    | 0     | 0       |
| Total na carreira | Total na carreira | 214                 | 30                  | 18                  | 26               | 3                | 0                | 12                          | 1                           | 0                           | 90                 | 14                 | 2                  | 340   | 50    | 20      |

- a. ^ Jogos da Copa do Brasil, Copa da Liga Japonesa, Copa do Imperador e Copa dos Emirados Árabes Unidos
- b. ^ Jogos da Liga dos Campeões da Ásia e Copa Sul-Americana
- c. ^ Jogos do Copa Finta Internacional, Campeonato Carioca, Taça Cidade de Montevideo, Copa Mastercard, Partida amistosa, Troféu Coliseu, Campeonato Paulista e Supercopa do Japão

## Títulos
Flamengo
- Copa do Brasil: 2006

Kashima Antlers
- Campeonato Japonês: 2009
- Copa do Imperador: 2010
- Supercopa do Japão: 2009 e 2010
- Copa da Liga Japonesa: 2011

Botafogo
- Campeonato Carioca: 2013

Palmeiras
- Copa do Brasil: 2015

Boavista
- Copa Rio: 2017

Seleção Brasileira
- Superclássico das Américas: 2012

### Outras conquistas
Botafogo
- Taça Guanabara: 2013
- Taça Rio: 2013

## Prêmios individuais
- 3º melhor meia do Campeonato Carioca: 2012[24]